# كابتن مارفل (دي سي كومكس)
كابتن مارفل (بالإنجليزية: Captain Marvel)‏ ومعروف أيضا باسم شازام هو بطل خارق يظهر في القصص المصورة التي تنشرها دي سي كومكس. ابتكر كل من الفنان سي سي بيك والكاتب بيل باركر الشخصية سنة 1939. ظهر كابتن مارفل للمرة الأولى في فبراير 1940 في ويز كومكس العدد رقم 2. وهو صبي صغير يستطيع عن طريق نطق الكلمة السحرية «شازام» تحويل نفسه إلى رجل بالغ بقوة خارقة، سرعة، طيران وقدرات أخرى. وضعه موقع آي جي إن في المركز 50 ضمن قائمة أعظم الأبطال الخارقين على الإطلاق.